# Isonychus lineatus
Isonychus lineatus är en skalbaggsart som beskrevs av Hermann Burmeister 1855. Isonychus lineatus ingår i släktet Isonychus och familjen Melolonthidae. Inga underarter finns listade i Catalogue of Life.